# Gräberfeld von Skävesund
Das nicht näher untersuchte Gräberfeld von Skävesund (schwedisch Skävesunds gravfält) liegt südlich von Glanshammar, östlich von Örebro in Närke, das nördlich des Hauptverteilungsgebietes der Megalithmonumente Schwedens liegt. Die Provinz Närke hat etwa 50 Domarringe. Das Gräberfeld von Skävesund besteht aus etwa 230 zumeist eisenzeitlichen Denkmälern, die westlich der Straße nach Stenhov liegen und räumlich in drei Bereiche unterteilt sind.
Das nördliche Gräberfeld misst etwa 475 × 35 m und besteht aus 69 runden Steinsetzungen, 20 Grabhügeln, drei unregelmäßigen Steinsetzungen, zwei Treudds und einem Bautastein. Der größte Grabhügel ist 1,2 m hoch und hat etwa 12,0 m Durchmesser.  
Das Mittelfeld misst 280 × 50 m und besteht aus 44 runden Steinsetzungen, 35 Grabhügeln, einer dreieckigen Steinsetzung und einem Treudd. Die größte Steinsetzung hat etwa 15,0 m Durchmesser und ist 0,5 m hoch. 
Das südliche Gräberfeld, auch bekannt als Gubbskogen, besteht aus 40 runden Steinsetzungen, sieben Grabhügeln, einer Schiffssetzung und einem Treudd. Der größte Hügel hat etwa 10,0 m Durchmesser und ist 1,0 m hoch. 
In der Nähe liegt das Gräberfeld von Glanshammar.